# گراف نام‌دار

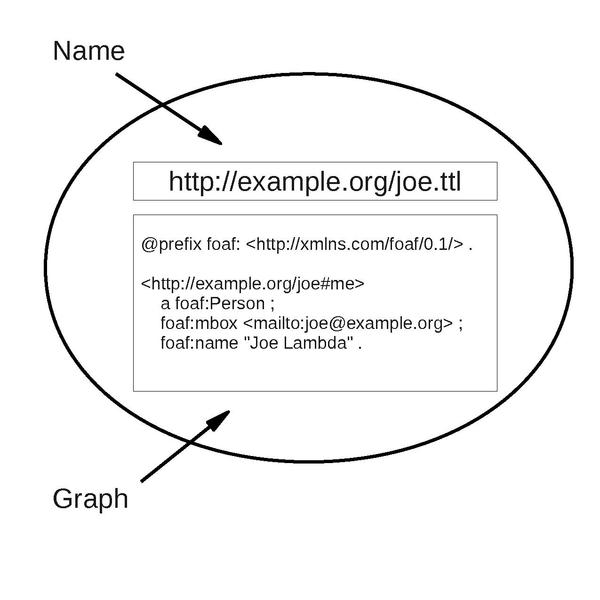
یک گراف نام‌دار

گراف نام‌دار (به انگلیسی: Named graph) یک مفهوم کلیدی در معماری وب معنایی است، در این دیدگاه مجموعه‌ای از بیانیه‌های چارچوب توصیف منبع (یک گراف) توسط یک شناسانه منبع یکسان (URI) شناسایی می‌شوند، این کار امکان آن را فراهم می‌سازد تا توصیف بافت، اطلاعات منشأ، یا دیگر فراداده‌ها توسط مجموعه‌ای از بیانیه‌ها ساخته شود.
گراف نام‌دار یک گسترش ساده از مدل داده RDF می‌باشد، در مدل RDF نیز گراف‌هایی ساخته می‌شود ولی ایراد این مدل آن است که راهکار مؤثری برای شناسایی و تمایز بین این گراف‌ها موقعی که به تعداد زیاد در وب منتشر می‌شوند را ندارد.

## گراف‌های نام‌دار و HTTP
یک تصور از وب آن است که وب «یک گراف از گره‌های شامل اسناد است که این اسناد توسط URIها شناسایی می‌شوند و این گره‌ها توسط یال‌هایی به نام ابرپیوند که در داخل آن اسناد HTML بیان شده‌اند، به یکدیگر متصل شده‌اند». در این دیدگاه به کمک یک عملیات HTTP GET روی یک URI یک سند مرتبط می‌تواند بازیابی شود، این کار را معمولاً یک مرورگر وب انجام می‌دهد. در دیدگاه مشابهی این روش به اسناد RDF در وب، به صورت داده پیوندشده اعمال شده‌است، در این دیدگاه معمولاً یک نحو RDF برای بیان داده به صورت یک رشته بیانیه استفاده می‌شود، و URI‌های موجود در RDF به دیگر منابع اشاره می‌کنند. این وب (تار) از داده‌ها توسط تیم برنرز لی به صورت «گراف جهانی غول‌پیکر» توصیف شده‌است.

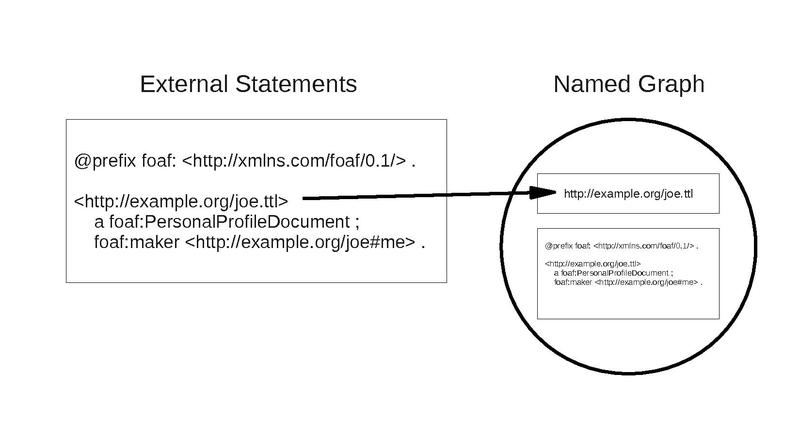
توصیف یک گراف نام‌دار

گراف‌های نام‌دار یک صوری‌سازی از این ایده شهودی است که محتویات یک سند RDF (یک گراف) در وب، می‌تواند توسط URI آن سند نام‌گذاری گردد. این موضوع به صورت قابل ملاحظه‌ای فنون مدیریت رشته‌های منشأ را برای قطعه داده ساده‌سازی می‌کند، و همچنین امکان ایجاد یک «کنترل دسترسی» ریزدانه به داده منبع را فراهم می‌کند. بعلاوه اعتماد به داده‌ها به این شیوه مدیریت می‌گردد که منتشرکننده، یک امضای دیجیتال به داده در گراف نام‌دار اعمال می‌کند. (پشتیبانی از این امکانات در اصل برای «جسمیت بخشیدن» به RDF در نظر گرفته شده‌است، با این حال ثابت شد که ایجاد این مشکلاتی همراه دارد.)

## گراف‌های نام‌دار و مخازن RDF
درحالیکه گراف‌های نام‌دار می‌توانند در وب به صورت اسناد متصل شده ساده (به عبارت دیگر داده پیوندشده) پدیدار شوند، این گراف‌های نام‌دار برای مدیریت مجموعه‌های داده RDF در یک مخزن RDF بسیار مفید می‌باشند. به خصوص به این دلیل که حوزه و قلمرو پرسمان‌های اسپارکل می‌تواند فقط به مجموعه خاصی از گراف‌های نام‌دار محدود شود.

### مثال
سند RDF (ترتل) زیر را که در یک مخزن اسپارکل-توانمند با نام http://example.org/joe قرار داده شده‌است را تصور کنید:
```
@prefix
 
foaf:
 
<http://xmlns.com/foaf/0.1/>
 
.

<http://example.org/joe#me>
 
a
 
foaf
:
Person
 
.

<http://example.org/joe#me>
 
foaf
:
homepage
 
<http://example.org/joe/index.html>
 
.

<http://example.org/joe#me>
 
foaf
:
mbox
 
<mailto:joe@example.org>
 
.

<http://example.org/joe#me>
 
foaf
:
name
 
"Joe Lambda"
 
.

```

این داده به صورت درازنویس‌تری از آنچه که برای نمایش ساختارهای سه‌تایی لازم است، نوشته شده‌است.
«صفحه خانه» برای فردی که آدرس ایمیل او mailto:joe@example.org است می‌تواند توسط پرسمان اسپارکل زیر به دست آید:
```
PREFIX
 
foaf
:
 
<http://xmlns.com/foaf/0.1/>

SELECT
 
?homepage

FROM NAMED
 
<http://example.org/joe>

WHERE
 
{

GRAPH
 
?g
 
{

?person
 
foaf
:
homepage
 
?homepage
 
.

?person
 
foaf
:
mbox
 
<mailto:joe@example.org>
 
.

}

}

```

عبارت FROM NAMED در اینحا گراف هدف را برای پرسمان شناسایی می‌کند.

## گراف‌های نام‌دار و چهارتایی‌ها
قبل از انتشار مقاله‌هایی که گراف‌های نام‌دار را توصیف می‌کردند، بحث‌های زیادی دربارهٔ انجام نقش آنها در داخل یک مخزن توسط استفاده از آریت بالاتر از بیانیه‌های سه‌تایی RDF وجود داشت: سه‌تایی‌ها قالب <فاعل><گزاره><مفعول> دارند، و چهارتایی‌ها، قالبی به صورت <فاعل><گزاره><مفعول><بافت> دارند. گراف‌های نام‌دار در این دیدگاه به این شیوه می‌توانند نمایش داده شوند:<فاعل><گزاره><مفعول><نام‌گراف>، که قسمت <نام‌گراف> یک URI خواهد بود و مزیت این روش آن است که در مقایسه با نام‌های بیانیه محلی دلخواه، به آن «حوزه وب جهانی چهارتایی» می‌دهد. این روش نمایش چهارتایی دربرابر بیانیه چهارتایی در مشخصات N-Quads گنجانده شده‌است.

## تعریف صوری
یک مقاله از همایش WWW 2005 از کارول و همکاران شامل تعریف صوری گراف‌های نام‌دار است.

## مشخصات
فعلاً هیچ مشخصاتی برای گراف‌های نام‌دار فراتر از آنچه توسط کارول و همکاران در سال ۲۰۰۵ توصیف شده‌است وجود ندارد (این مشخصات شامل نحوهایی برای نمایش گراف‌های نام‌دار است)، اما همین مشخصات قسمتی از مشخصات پروتکل اسپارکل و زبان پرسمان RDF را شکل می‌دهد.

## مشخصات پیشنهادی
- TriX - گراف‌های نام‌دار در XML
- TriG- گراف‌های نام‌دار در ترتل
- N-Quads - گراف‌های نام‌دار در N-Triples